# Главы Курска
Список глав города Курск в XX—XXI веках.

## Первые секретари горкома
- Федин, Павел Григорьевич 1934—1937 годы
- Доронин, Павел Иванович с 1940

## Председатели горисполкома
- Масленникова, Надежда Алексеевна 1937 — 1946
- Сечков, Иван Алексеевич август 1952 — 1954

## После 1991 года
| Сроки                                                | ФИО                             | Название должности                                     |
| ---------------------------------------------------- | ------------------------------- | ------------------------------------------------------ |
| 1989 — ноябрь 1991                                   | Дегтярёв Александр Владимирович | Председатель Курского горисполкома                     |
| декабрь 1991 — январь 1994                           | Иванов Юрий Борисович           | Глава Администрации города Курска                      |
| январь 1994 — май 1996                               | Брыкайло Изидор Алексеевич      | Глава Администрации города Курска                      |
| май 1996 — сентябрь 1996                             | Муравьев Анатолий Иванович      | Глава Администрации города Курска                      |
| октябрь 1996 — май 1997                              | Иванов Владимир Борисович       | Глава Администрации города Курска                      |
| июнь 1997 — сентябрь 2003                            | Мальцев Сергей Иванович         | Глава города Курска                                    |
| сентябрь 2003 — декабрь 2007                         | Суржиков Виктор Петрович        | Глава города Курска                                    |
| декабрь 2007 — ноябрь 2012                           | Закурдаев Александр Иванович    | Глава города Курска                                    |
| ноябрь 2012 — сентябрь 2016                          | Германова Ольга Михайловна      | Глава города Курска                                    |
| февраль 2008 — ноябрь 2017 ноября 2017 — апрель 2019 | Овчаров Николай Иванович        | Глава Администрации города Курска, Глава города Курска |
| июнь 2019 — февраль 2022                             | Карамышев Виктор Николаевич     | Глава города Курска                                    |
| февраль 2022 — апрель 2025                           | Куцак Игорь Вячеславович        | Глава города Курска                                    |
| с 10 апреля 2025                                     | Котляров Сергей Александрович   | врио Главы города Курска                               |